# MAIK Nauka/Interperiodica
MAIK Nauka/Interperiodica (Russisch: МАИК Наука/Интерпериодика) is een Russische uitgeverij van wetenschappelijke tijdschriften. De uitgeverij publiceert Engelse vertalingen van Russische wetenschappelijke tijdschriften, en tijdschriften die simultaan in het Russisch en in het Engels verschijnen. De verspreiding van de Engelse versie via internet (als elektronisch tijdschrift) wordt verzorgd door Springer Science+Business Media.